# Tuxtilla
Tuxtilla är en kommun i Mexiko.   Den ligger i delstaten Veracruz, i den sydöstra delen av landet, 400 km öster om huvudstaden Mexico City. Antalet invånare är 2 201. Arean är 169 kvadratkilometer.
Terrängen i Tuxtilla är platt.